# 8e étape du Tour d'Espagne 2008

La huitième étape du Tour d'Espagne 2008 s'est déroulée le dimanche 7 septembre 2008 entre Andorre et Pla-de-Beret. Le Français David Moncoutié (Cofidis) s'est imposé en solitaire après s'être défait de ses compagnons d'échappée dans les dernières ascensions. Levi Leipheimer (Astana) a repris le maillot or.

## Parcours
Cette huitième étape offre une deuxième arrivée en altitude. Elle part de Escaldes-Engordany, dans la principauté d'Andorre et arrive au Pla-de-Beret après 151 km. L'ascension du Coll del Canto, qui intervient en début de course, est la première et la plus longue des trois côtes de première catégorie. Les 25 km de montée emmènent les coureurs à 1 725 m d'altitude. La descente du col est immédiatement suivie de l'Alto de Enviny (2e cat.). Les deux dernières côtes, en première catégorie, sont situées dans les 40 derniers kilomètres. Il s'agit du Puerto de la Bonaigua, suivi du Pla-de-Beret (1 880 m).

## Récit

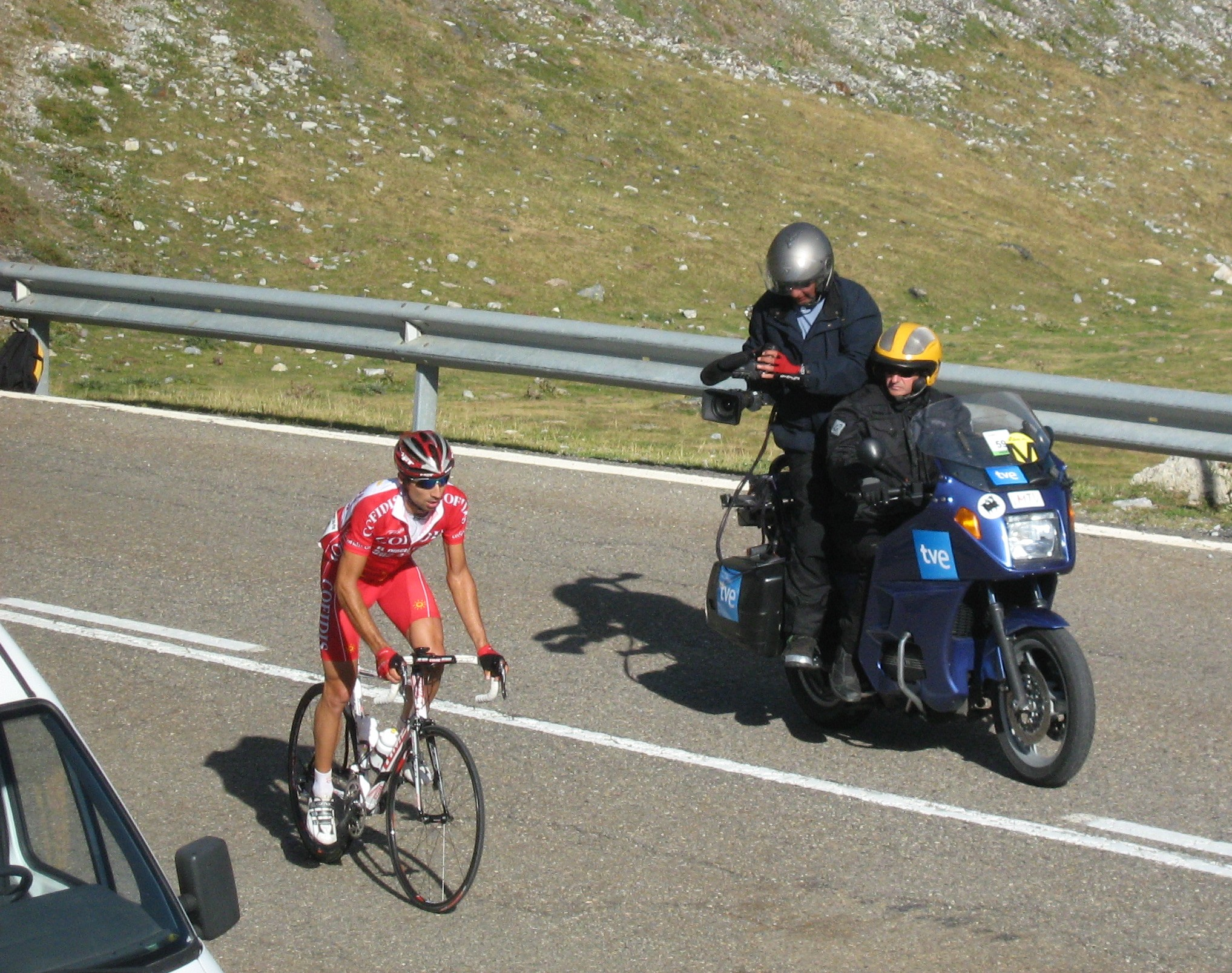
David Moncoutié, dans le Puerto de la Bonaigua

## Classement de l'étape
| \| 1. David Moncoutié \| Cofidis \| en \| 4 h 24 min 58 s \| \| 2. Alejandro Valverde \| Caisse d'Épargne \| + \| 34 s \| \| 3. Alberto Contador \| Astana \| \| m.t. \| \| 4. Igor Antón \| Euskaltel-Euskadi \| \| m.t. \| \| 5. Joaquim Rodríguez \| Caisse d'Épargne \| + \| 39 s \| \| 6. Daniel Moreno \| Caisse d'Épargne \| \| m.t. \| \| 7. Oliver Zaugg \| Gerolsteiner \| \| m.t. \| \| 8. Levi Leipheimer \| Astana \| \| m.t. \| \| 9. David Arroyo \| Caisse d'Épargne \| \| m.t. \| \| 10. Carlos Sastre \| CSC-Saxo Bank \| \| m.t. \| |                   |    |                 |
| 1. David Moncoutié | Cofidis           | en | 4 h 24 min 58 s |
| 2. Alejandro Valverde | Caisse d'Épargne  | +  | 34 s            |
| 3. Alberto Contador | Astana            |    | m.t.            |
| 4. Igor Antón | Euskaltel-Euskadi |    | m.t.            |
| 5. Joaquim Rodríguez | Caisse d'Épargne  | +  | 39 s            |
| 6. Daniel Moreno | Caisse d'Épargne  |    | m.t.            |
| 7. Oliver Zaugg | Gerolsteiner      |    | m.t.            |
| 8. Levi Leipheimer | Astana            |    | m.t.            |
| 9. David Arroyo | Caisse d'Épargne  |    | m.t.            |
| 10. Carlos Sastre | CSC-Saxo Bank     |    | m.t.            |

## Classement général
| \| 1. Levi Leipheimer \| Astana \| en \| 28 h 20 min 03 s \| \| 2. Alberto Contador \| Astana \| + \| 21 s \| \| 3. Alejandro Valverde \| Caisse d'Épargne \| + \| 49 s \| \| 4. Carlos Sastre \| CSC-Saxo Bank \| + \| 1 min 27 s \| \| 5. Ezequiel Mosquera \| Xacobeo Galicia \| + \| 1 min 59 s \| \| 6. Igor Antón \| Euskaltel-Euskadi \| + \| 2 min 12 s \| \| 7. Daniel Moreno \| Caisse d'Épargne \| + \| 2 min 23 s \| \| 8. Jurgen Van Goolen \| CSC-Saxo Bank \| + \| 2 min 43 s \| \| 9. Robert Gesink \| Rabobank \| + \| 3 min 11 s \| \| 10. Marzio Bruseghin \| Lampre \| + \| 3 min 35 s \| |                   |    |                  |
| 1. Levi Leipheimer | Astana            | en | 28 h 20 min 03 s |
| 2. Alberto Contador | Astana            | +  | 21 s             |
| 3. Alejandro Valverde | Caisse d'Épargne  | +  | 49 s             |
| 4. Carlos Sastre | CSC-Saxo Bank     | +  | 1 min 27 s       |
| 5. Ezequiel Mosquera | Xacobeo Galicia   | +  | 1 min 59 s       |
| 6. Igor Antón | Euskaltel-Euskadi | +  | 2 min 12 s       |
| 7. Daniel Moreno | Caisse d'Épargne  | +  | 2 min 23 s       |
| 8. Jurgen Van Goolen | CSC-Saxo Bank     | +  | 2 min 43 s       |
| 9. Robert Gesink | Rabobank          | +  | 3 min 11 s       |
| 10. Marzio Bruseghin | Lampre            | +  | 3 min 35 s       |